# Cape Onion
Cape Onion is een kaap in de Canadese provincie Newfoundland en Labrador. De kaap bevindt zich in de Straat van Belle Isle en is een van de noordelijkste kapen van het eiland Newfoundland. Cape Onion ligt vlak bij de plaats Ship Cove.

## Geografie
Cape Onion is met zijn ligging op 51°36'53" noorderbreedte de op een na noordelijkste kaap van Newfoundland. Het noordelijkste punt van het eiland is de 19 km verder westwaarts gelegen Cape Norman (51°37'51"N), die nog 1,8 km noordelijker reikt.
De kaap ligt aan het uiteinde van een smal schiereiland dat de westgrens van Sacred Bay vormt en is tevens het eindpunt van provinciale route 437.
De plaats Ship Cove ligt iets meer dan een kilometer naar het zuiden toe. De postbus van het local service district-bestuur van Ship Cove heeft bevindt zich aan Cape Onion.

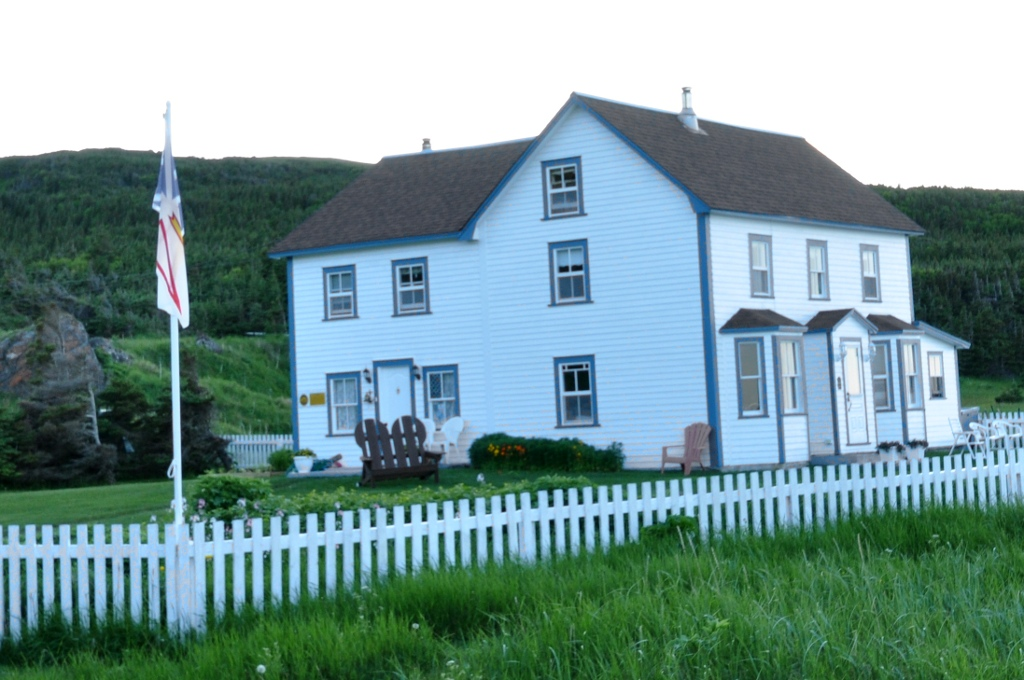
Adams Home (1890), een aan de kaap gelegen historisch pand